# 奥得河畔施韦特
奥得河畔施韦特（德語：Schwedt/Oder），通称施韦特（德語：Schwedt，發音：[ˈʃveːt] ⓘ），是德国勃兰登堡州乌克马克县的城市，面积360.73平方千米，2023年12月31日人口为33,635人，是德国面积第九大的市镇。
位于施韦特的PCK炼油厂与友谊输油管道相连，曾是俄罗斯石油的子公司（截至2022年9月俄油持股54.17%）。由于俄罗斯在2022年2月入侵乌克兰，联邦政府叫停了俄油从壳牌石油手中收购PCK炼油厂37.5%股权的计划。9月16日，联邦政府经济部宣布PCK炼油厂、MiRO、拜仁石油等三家炼油厂的俄方股份将由德国联邦网络局代管。

## 历史
2021年1月1日，市镇舍讷贝格并入奥得河畔施韦特。2022年4月19日，市镇贝克霍尔茨-迈恩堡、马克兰丁和帕索并入奥得河畔施韦特。